# Mouhamadou Fall
Mouhamadou Fall (25 de febrero de 1992) es un deportista de Francia que compite en atletismo. Ganó una medalla de oro en el Campeonato Europeo de Atletismo por Equipos de 2021, en la prueba de 100 m.